# Jolanta Staszewska
Jolanta Staszewska – polska ekonomistka, dr hab. nauk ekonomicznych.

## Życiorys
30 marca 2004 obroniła pracę doktorską Skuteczność promocji marketingowej w przedsiębiorstwach turystycznych, 18 grudnia 2008 habilitowała się na podstawie pracy zatytułowanej Klaster perspektywą dla przedsiębiorstwa na polskim rynku turystycznym. Została zatrudniona na stanowisku adiunkta w Katedrze Zarządzania i Informatyki na Wydziale Inżynierii Materiałowej i Metalurgii Politechniki Śląskiej i  na Uniwersytecie Śląskim w Katowicach, Szkole Zarządzania Uniwersytetu Śląskiego.
Była profesorem nadzwyczajnym w Katedrze E-biznesu i Gospodarki Elektronicznej na Wydziale Ekonomii i Zarządzania Politechniki Opolskiej i w Wyższej Szkole Administracji i Zarządzania w Zawierciu.
Jest profesorem nadzwyczajnym i dyrektorem w Instytucie Zarządzania i Ekonomii na Wydziale Administracji i Zarządzania Wyższej Szkoły Humanitas.